# Lucien Botovasoa
Lucien Botovasoa (Vohipeno, 1908 – Manakara, 14 aprile 1947) è stato un insegnante malgascio, beatificato nel 2018.
Ucciso in odium fidei nel 1947, è venerato come martire dalla Chiesa cattolica.

## Biografia
Lucien Botovasoa nacque a Vohipeno nel 1908 e proveniva da una famiglia profondamente religiosa: il padre, infatti, era stato battezzato nel 1902 e fu uno dei primi cristiani del Madagascar.
Primo di nove figli, divenne allievo di una scuola cattolica e ricevette il Battesimo nel 1922. Continuò i suoi studi presso la scuola dei gesuiti, da dove tornò con una formazione come insegnante nel 1928. Nel 1930 sposò Suzanne Soazana, dalla quale ebbe otto figli, ma di questi ne sopravviveranno solo cinque.
Fu un insegnante e membro professo dell'ordine francescano secolare. Egli dedicò la sua vita all'educazione dei bambini, sia religiosa che scolastica. Il suo interesse per uno stile di vita religioso gli permise, nel 1940, di conoscere l'Ordine francescano, del quale entrò a far parte in seguito. Egli volle diffondere la figura di san Francesco d'Assisi, promuovendone l'esempio ed incoraggiando la gente a prendere parte dell'ordine.
Lucien adottò il carisma francescano nella sua vita quotidiana, indossando abiti semplici e digiunando abitualmente.
Venne assassinato durante la Rivolta del Madagascar nel 1947, infatti, dopo la Seconda guerra mondiale, il Paese attraversò un periodo di disordini politici e rivendicò l'indipendenza. Considerato un traditore, perché era amico dei missionari francesi e diffondeva la loro religione, Lucien Botovasoa venne rapito da un gruppo di tradizionalisti. Sarà picchiato prima di essere decapitato.
Alcuni mesi prima della sua morte, aveva predetto a sua moglie e ai suoi amici il suo futuro martirio.

## Culto
Nel 2011 ebbe inizio il processo di beatificazione. Il 4 maggio 2017 venne riconosciuto il suo martirio da papa Francesco e fu beatificato a Vohipeno il 15 aprile 2018.